# حسيك مترابط
حسيك مترابط (الاسم العلمي:Arrhenatherum affine) هو نوع نباتي يتبع جنس الحسيك من فصيلة النجيلية.